# Motu Kau Kau
Motu Kao Kao (auch: Motu Kaokao) ist ein Brandungspfeiler zwischen der Osterinsel als Hauptinsel des Archipels und der vorgelagerten Insel Motu Iti.
Es handelt sich mit einer Höhe von 20 m und dem nadelartigen Äußeren um den spektakulärsten der drei der Küste vorgelagerten Motus – Motu Kao Kao, Motu Iti und Motu Nui. Die drei sind wahrscheinlich die Reste parasitärer Vulkane des im Südwesten der Osterinsel gelegenen Vulkans Rano Kao.
Somit ist dieser Brandungspfeiler nicht durch Einsturz eines Brandungstores, sondern durch die Abtrennung einer Brandungsgasse entstanden. Im Rahmen des Vogelmannkultes wurde der Brandungspfeiler von Schwimmern (sogenannte Hopu) auf ihrem Weg zur Motu Nui passiert. Wer als erster ein unbeschädigtes Ei der Rußseeschwalbe (Sterna fuscata) zurückbrachte, dessen Häuptling wurde für ein Jahr zum Vogelmann erklärt, stand rituellen Opfern vor und erfreute sich besonderer Privilegien.